# ۱۹۳۸

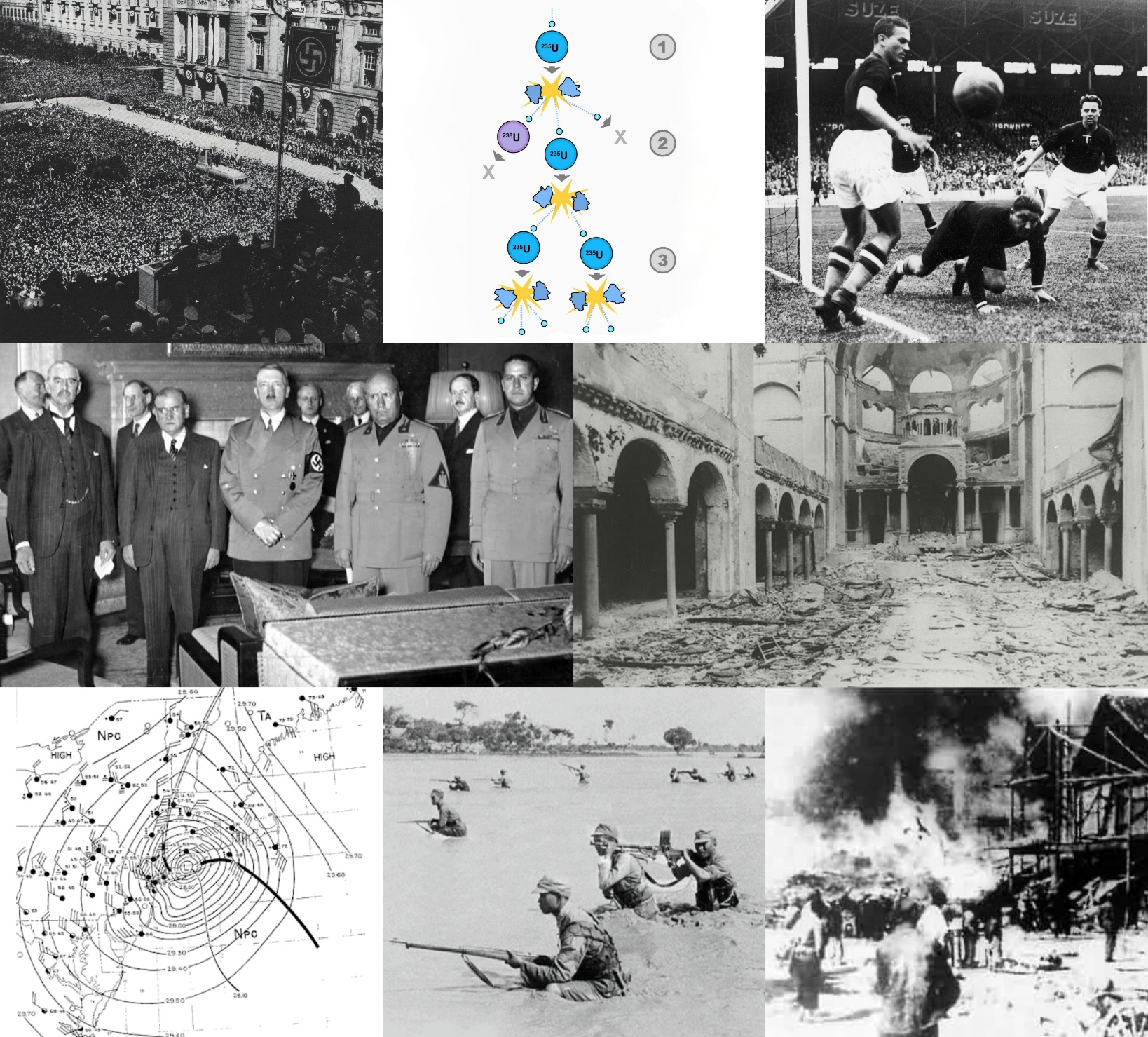

سال ۱۹۳۸ میلادی سال عادی بود و از روز شنبه شروع شد.
این سال در ایران از شنبه ۱۱ دی ۱۳۱۶/‏۲۸ شوال ۱۳۵۶ تا شنبه ۱۰ دی ۱۳۱۷/‏۸ ذیقعدهٔ ۱۳۵۷ بود.

## وقایع
- ۱۹ ژوئن ـ ایتالیا ۴ بر ۲ مجارستان را شکست داد و قهرمان جام جهانی فوتبال ۱۹۳۸ شد.

## زادروزها
- ۷ ژانویه - رولان توپور (به فرانسوی: Roland Topor) ‏ (۱۹۳۸ - ۱۹۹۷) تصویرگر، نقاش، کاریکاتوریست و نویسنده فرانسوی.
- ۱۰ ژانویه ـ دانلد کنوت، ریاضی‌دان و دانشمند علوم ریاضی آمریکایی.
- ۲۵ مه ـ ریموند کارور (به انگلیسی: Raymond Clevie Carver, Jr.‎) (۱۹۳۸ - ۱۹۸۸) نویسندهٔ داستان‌های کوتاه و شاعر آمریکایی
- ۲۹ دسامبر ـ جون ویت، بازیگر آمریکایی سینما.
- ۲۳ ژانویه – گئورگ بازلیتس، نقاش و مجسمه‌ساز آلمانی
- ۱ فوریه – شرمان همسلی، بازیگر آمریکایی (د. ۲۰۱۲)
- ۱۳ فوریه – الیور رید، بازیگر بریتانیایی (د. ۱۹۹۹)
- ۱۶ فوریه – جان کوریگلیانو، آهنگساز آمریکایی
- ۱۸ فوریه – ایشتوان سابو، نویسنده و کارگردان اهل مجارستان
- ۱۴ مارس – النور برون، بازیگر بریتانیایی
- ۳ آوریل – جف بری، خواننده آمریکایی
- ۸ آوریل – کوفی عنان، دیپلمات، اقتصاددان، و سیاست‌مدار اهل غنا (د. ۲۰۱۸)
- ۱۵ آوریل – کلودیا کاردیناله، بازیگر ایتالیایی
- ۱۲ مه – لوانا آندرس، بازیگر و فیلمنامه‌نویس آمریکایی (د. ۱۹۹۶)
- ۱۷ مه – جیسون برنار، بازیگر آمریکایی (د. ۱۹۹۶)
- ۲۲ مه – ریچارد بنجامین، بازیگر و کارگردان آمریکایی
- ۲۸ مه – جری وست، بازیکن بسکتبال و ورزشکار آمریکایی
- ۲۱ ژوئن – ران الی، بازیگر آمریکایی
- ۳ ژوئیه – بلو یانگ، بازیگر چینی
- ۴ ژوئیه – بیل ویثرز، خواننده-ترانه‌سرا و خواننده آمریکایی
- ۹ ژوئیه – برایان دنهی، بازیگر آمریکایی
- ۱۰ ژوئیه – تورا ساتانا، بازیگر آمریکایی (د. ۲۰۱۱)
- ۱۲ ژوئیه – ویگر منسونیدس، شناگر هلندی
- ۲۴ ژوئیه – یوجین ج. مارتین، نقاش آمریکایی (د. ۲۰۰۵)
- ۶ اوت – رولان سوروگ، دوچرخه‌سوار اهل فرانسه (د. ۱۹۹۷)
- ۱۷ اوت – رولاند زوفل، دوچرخه‌سوار اهل سوئیس
- ۳ سپتامبر – ریوجی نویوری، شیمی‌دان ژاپنی
- ۲۳ سپتامبر – تام لستر، بازیگر آمریکایی
- ۲۸ سپتامبر – بن ئی. کینگ، خواننده آمریکایی
- ۲۹ سپتامبر – ویم کوک، سیاست‌مدار هلندی (د. ۲۰۱۸)
- ۱ اکتبر – استلا استیونز، تهیه‌کننده، بازیگر، و کارگردان آمریکایی
- ۳ اکتبر – ادی کوچران، گیتاریست و خواننده آمریکایی (د. ۱۹۶۰)
- ۴ اکتبر – کورت ووتریش، شیمی‌دان سوئیسی
- ۹ اکتبر – هاینتس فیشر، سیاست‌مدار اتریشی
- ۱۵ اکتبر – فلا کوتی، موسیقی‌دان اهل نیجریه (د. ۱۹۹۷)
- ۱۸ اکتبر – داون ولز، بازیگر آمریکایی
- ۲۲ اکتبر – کریستوفر لوید، بازیگر آمریکایی
- ۲۳ اکتبر – اچ. جان هاینتس سوم، سیاست‌مدار آمریکایی (د. ۱۹۹۱)
- ۱۰ نوامبر – مایکل شولتز، تهیه‌کننده و کارگردان آمریکایی
- ۱۳ نوامبر – جین سیبرگ، بازیگر آمریکایی (د. ۱۹۷۹)
- ۱۶ نوامبر – رابرت نوزیک، فیلسوف آمریکایی (د. ۲۰۰۲)
- ۱۷ نوامبر – گوردن لایتفوت، خواننده-ترانه‌سرا، موسیقی‌دان، خواننده، و شاعر کانادایی
- ۵ دسامبر – جی‌جی کیل، خواننده-ترانه‌سرا، موسیقی‌دان، آهنگساز، گیتاریست، و خواننده آمریکایی (د. ۲۰۱۳)
- ۱۲ دسامبر – کانی فرانسیس، خواننده و بازیگر آمریکایی
- ۱۸ دسامبر – راجر ای ماسلی، بازیگر آمریکایی
- ۲۳ دسامبر – باب کان، دانشمند علوم کامپیوتر و مهندس آمریکایی
- ۲۴ دسامبر – جان بارنول، بازیکن فوتبال اهل بریتانیا

## مرگ‌ها
- ۲۱ آوریل ـ اقبال لاهوری، فیلسوف و شاعر هندی
- ۱۰ نوامبر ـ مصطفی کمال آتاترک، سیاستمدار و نخستین رئیس جمهور ترکیه مدرن
- ۱۹ فوریه – ادموند لانداو، ریاضی‌دان آلمانی (ز. ۱۸۷۷)
- ۱۵ مارس – آلکسی رایکوف، سیاست‌مدار روسی (ز. ۱۸۸۱)
- ۲۱ مارس – اسکار آپفل، فیلمنامه‌نویس، بازیگر، و کارگردان آمریکایی (ز. ۱۸۷۸)
- ۱۲ آوریل – فئودور شالیاپین، خواننده و خواننده اپرا روسی (ز. ۱۸۷۳)
- ۱۴ آوریل – گیلیس گرافسترم، ورزشکار سوئدی (ز. ۱۸۹۳)
- ۱۶ آوریل – استیو بلومر، بازیکن بیسبال و بازیکن فوتبال بریتانیایی (ز. ۱۸۷۴)
- ۴ مه – کارل فون اوسیتزکی، ژورنالیست و نویسنده آلمانی (ز. ۱۸۸۹)
- ۱۳ مه – شارل ادوارد گیوم، فیزیک‌دان سوئیسی (ز. ۱۸۶۱)
- ۱۷ ژوئیه – روبرت وینه، کارگردان آلمانی (ز. ۱۸۷۳)
- ۱اوت ۱۹۳۸- جان آسن،کمدین و بلند قد ترین بازیگر  ز ۱۸۹۰
- ۴ اوت – پرل وایت، بازیگر آمریکایی (ز. ۱۸۸۹)
- ۱۵ سپتامبر – توماس وولف، نویسنده و شاعر آمریکایی (ز. ۱۹۰۰)
- ۱۹ سپتامبر – پالین فردریک، بازیگر آمریکایی (ز. ۱۸۸۳)
- ۲۸ سپتامبر – کن کنراد، آهنگساز آمریکایی (ز. ۱۸۹۱)
- ۲۲ اکتبر – می ایروین، بازیگر و خواننده کانادایی (ز. ۱۸۶۲)
- ۳۰ اکتبر – رابرت وولسی، بازیگر آمریکایی (ز. ۱۸۸۸)
- ۳۰ نوامبر – کورنلیو کودرینو، سیاست‌مدار رومانییی (ز. ۱۸۹۹)
- ۲۵ دسامبر – کارل چاپک، نویسنده اهل چکسلواکی (ز. ۱۸۹۰)
- ۲۸ دسامبر – فلورنس لورنس، بازیگر کانادایی (ز. ۱۸۸۶)